# Ed Hime
Ed Hime es un guionista y dramaturgo británico, conocido por su trabajo en la serie de televisión de ciencia ficción de la BBC, Doctor Who.

## Biografía
Ed Hime ha escrito varias obras de teatro, como Small Hours (en el Hampstead Theatre), así como London Falls y London Tongue en el Old Red Lion Theatre. También trabajó en la radio, ganando el premio Prix Italia 2007 a la mejor radionovela original por su obra de radio The Incomplete Recorded Works of a Dead Body.
En televisión, ha escrito la cuarta y quinta temporada del drama adolescente Skins. Posteriormente, se unió para trabajar en la nueva serie de Sapphire & Steel con el creador de Luther, Neil Cross. Sin embargo, el proyecto nunca se materializó.
En 2018, escribió el noveno y penúltimo episodio de la undécima temporada de Doctor Who, It Takes You Away. En 2020, regresó para escribir el tercer episodio de la duodécima temporada, Orphan 55. En 2021, coescribió el séptimo episodio de la serie, The Watch, que está inspirado en la Guardia de la ciudad de Ankh-Morpork de la serie de novelas de fantasía Mundodisco del escritor británico Terry Pratchett.
En 2023, escribió el guion de tres episodios de la serie de televisión británica de suspenso detectivesco, Lockwood & Co., basada en la serie de libros del mismo nombre de Jonathan Stroud. 

## Filmografía
| Año       | Título         | Notas                                                              | Cadena de televisión |
| --------- | -------------- | ------------------------------------------------------------------ | -------------------- |
| 2010-2011 | Skins          | Episodios: «Emily» y «Liv»                                         | E4                   |
| 2018-2020 | Doctor Who     | Episodios: «It Takes You Away» y «Orphan 55»                       | BBC One              |
| 2021      | The Watch      | Episodio: «Nowhere in the Multiverse»                              | BBC America          |
| 2023      | Lockwood & Co. | Episodios: «Doubt Thou the Stars», «Dulces sueños» e «Hipnotizado» | Netflix              |